# Jan Flinterman
Jan Flinterman (Haia, Países Baixos, 2 de outubro de 1919 — Leiden, 26 de dezembro de 1992) foi um piloto da força aérea holandesa durante a Segunda Guerra Mundial e automobilista holandês de Fórmula 1.
Flinterman participou de um Grande Prêmio do Campeonato Mundial, o Grande Prêmio da Holanda de 1952 em 17 de agosto de 1952. Quando teve que aposentar seu Maserati com uma falha no eixo traseiro, ele foi capaz de assumir o carro semelhante de seu companheiro de equipe, Chico Landi. Flinterman terminou a corrida em nono lugar, não marcando pontos no campeonato.
 

Flinterman morreu em Leiden em dezembro de 1992.